# Huntington (Arkansas)
Huntington – miasto w Stanach Zjednoczonych, w stanie Arkansas, w hrabstwie Sebastian.